# Kovtun
Kovtun je priimek več oseb:
- Andrej Ignatevič Kovtun-Stankevič, sovjetski general
- Dimitrij Kovtun (1965–2022), ruski tajni agent in poslovnež (skupaj z Andrejem Lugovojem) domnevni morilec Aleksandra Litvinenka
- Ilija (Jurijovič) Kovtun (*2003), ukrajinski orodni telovadec
- Jurij (Mihajlovič) Kovtun (*1970), ruski nogometaš in trener